# Porrentruy (distrikt)
District de Porrentruy, tyska: Bezirk Pruntrut, är ett distrikt i Schweiz.  Det ligger i kantonen Jura, i den nordvästra delen av landet, 60 km nordväst om huvudstaden Bern. Antalet invånare är 24 573. Arean är 335 kvadratkilometer.
Distriktet Porrentruy delas in i 21 kommuner:
- Alle
- Basse-Allaine
- Beurnevésin
- Boncourt
- Bonfol
- Bure
- Clos du Doubs
- Coeuve
- Cornol
- Courchavon
- Courgenay
- Courtedoux
- Damphreux
- Fahy
- Fontenais
- Grandfontaine
- Haute-Ajoie
- La Baroche
- Lugnez
- Porrentruy
- Vendlincourt

Samtliga kommuner i distriktet är franskspråkiga.